# Zoser
Necherjet - Dyeser o Dyeser (las denominaciones más comunes son: Djosci, Zoser, Djoser, Djeser o Netjerikhet) fue el segundo faraón de la tercera dinastía y del Imperio Antiguo de Egipto. Gobernó de 2682 a. C. a 2663 a. C.
También se le conoce por sus nombres Tosorthros (de Manetón) y Sesorthos (de Eusebio). Era hijo del rey Khasekhemwy y de la reina Nimaathap, pero no está claro si fue también el sucesor directo en el trono. La mayoría de las listas de reyes de la ramésida identifican a un rey llamado Nebka como su antecesor, pero existen dificultades para relacionar ese nombre con nombres de Horus contemporáneos, por lo que algunos egiptólogos cuestionan la secuencia de tronos recibida. Zoser es conocido por su pirámide escalonada, que es el edificio colosal de piedra más antiguo del antiguo Egipto. 

## Biografía

### Identidad

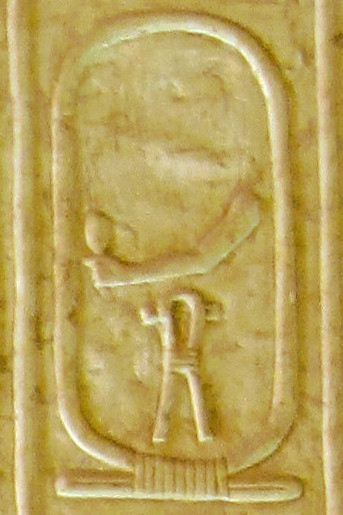
Nombre del cartucho ...djeser-sah en la lista de reyes de Abydos. Obsérvese la parte superior del cartucho, que muestra signos de jeroglíficos borrados.

La estatua de piedra caliza pintada de Djoser, actualmente en el Museo Egipcio de El Cairo, es la estatua egipcia de tamaño natural más antigua que se conoce. Hoy en día, en el lugar de Saqqara donde fue encontrada, una copia de yeso ocupa el lugar del original. La estatua fue descubierta durante las Servicio de Antigüedades de 1924-1925.
En inscripciones contemporáneas, se le llama por su nombre de Horus Netjerikhet, que significa "divino de cuerpo". Fuentes posteriores, que incluyen una referencia a su construcción en el Nuevo Reino, ayudan a confirmar que Netjerikhet y Djoser son la misma persona.
Aunque Manetón nombra a Necherophes y la Lista de Reyes de Turín nombra a Nebka como el primer gobernante de la Tercera Dinastía, muchos egiptólogos creen ahora que Djoser fue el primer faraón de esta dinastía, señalando que el orden en el que se mencionan algunos predecesores de Khufu en el Papiro Westcar sugiere que Nebka debería situarse entre Djoser y Huni, no antes que Djoser. Más significativamente, el egiptólogo inglés Toby Wilkinson ha demostrado que los sellos funerarios encontrados en la entrada de la tumba de Khasekhemwy en Abydos sólo nombran a Djoser, y no a Nebka. Esto apoya la opinión de que fue Djoser quien enterró y, por lo tanto, sucedió directamente a Khasekhemwy, en lugar de Nebka.
En las inscripciones de su tiempo se le denominó Necherjet (nṯr ẖt), que significa "Cuerpo divino". En documentos posteriores, durante el Imperio Nuevo, lo denominaron Dyeser (ḏsr) «Sublime», narrando acontecimientos de su reinado, y la construcción de la Pirámide Escalonada, confirmando que Necherjet y Dyeser eran el mismo personaje.
En la Lista Real de Saqqara figura como Dyeser (ḏsr); en la Lista Real de Abidos aparece como Dyeser-sa; en el Canon de Turín se indica que Dyeser-it estuvo reinando 19 años. 
Copiando al sacerdote egipcio Manetón, Sexto Julio Africano lo llama Tosortros y escribe que este rey gobernó durante 29 años; Eusebio de Cesarea lo denominó Sesortos.
En muchos textos actuales aparece como Zoser, una errónea transcripción de ḏsr.

### Familia

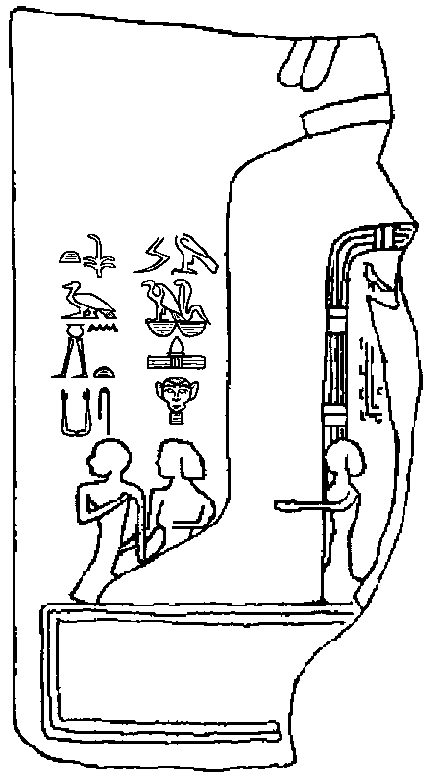
Inscripción con los nombres del rey, su esposa y su hija.

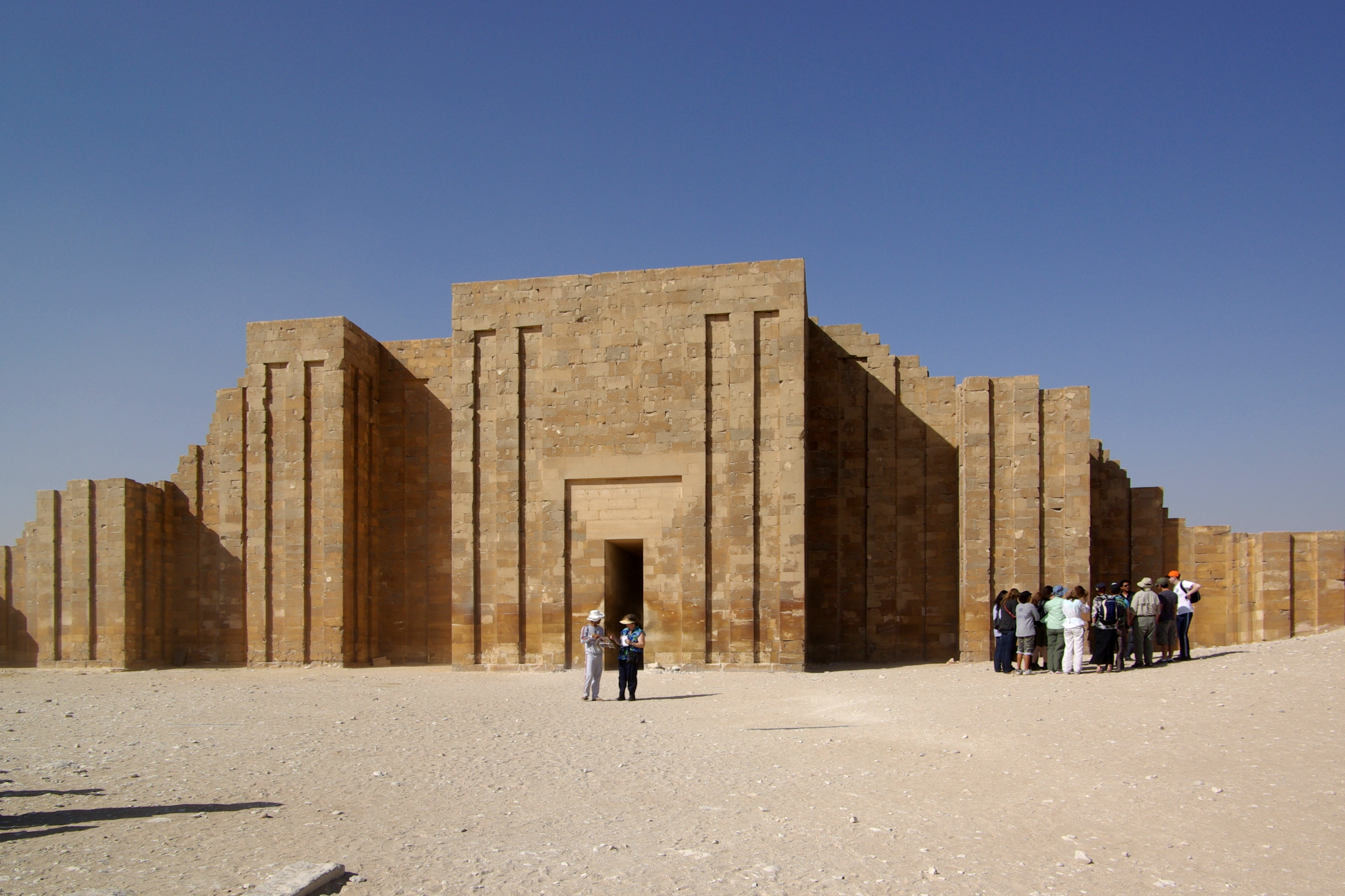
Acceso al complejo de Saqqara.

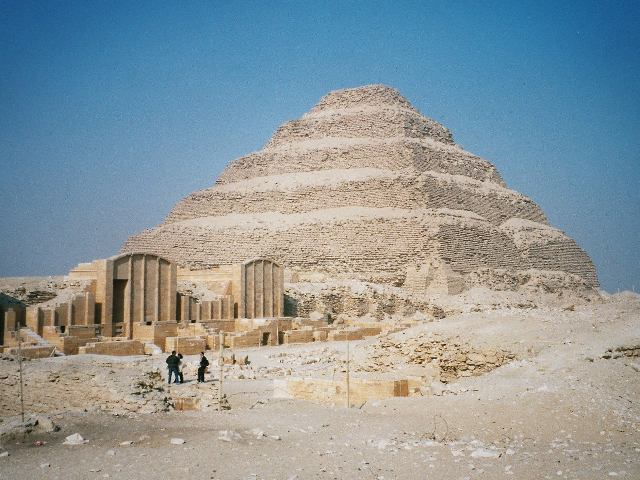
Complejo de su Pirámide Escalonada, en Saqqara.

Como la reina Nemaathapy, esposa de Jasejemuy, último rey de la segunda dinastía, aparece con el título de "Madre del Rey", algunos autores afirman que era la madre de Dyeser (Zoser) y que Jasejemuy sería su padre. Quizás también había sido el hermano más joven de Sanajt (Vercoutter), o su hijo (von Beckerath y Nicolas Grimal). Según W. Helck, Dyeser fue yerno de Jasejemuy por su casamiento con Hetephernebti. 
Tres damas son conocidas durante su reinado: Hetephernebti, Inetkaues y una tercera, cuyo nombre se perdió, que pudo ser Nimaethap. La primera podría haber sido su esposa. Según W. Helck, Dyeser fue yerno de Jasejemuy por su casamiento con Hetephernebti. La relación entre Dyeser y su sucesor, Sejemjet Dyeser Teti, es desconocida.

## Reinado

### Tercera Dinastía
Las tierras del Alto y Bajo Egipto se unieron en un solo reino alrededor del año 2686 a. C.. El período que siguió a la unificación de las coronas fue de prosperidad, marcado por el inicio de la Third Dynasty y el Antiguo Reino de Egipto. La identidad exacta del fundador de la dinastía es objeto de debate, debido al carácter fragmentario de los registros de la época. Djoser es uno de los principales candidatos a fundador de la Tercera Dinastía. Otros candidatos son Nebka y Sanakht. Lo que complica aún más las cosas es la posibilidad de que Nebka y Sanakht se refieran a la misma persona.
El egiptólogo Toby Wilkinson cree que el peso de las pruebas arqueológicas favorece a Djoser (Netjerikhet) como sucesor de Khasekhemwy y, por tanto, fundador de la Tercera Dinastía. Un sello de la tumba de Khasekhemwy en Abydos, en combinación con un sello de la mastaba K1 de Beit Khallaf datado en el reinado de Djoser, vincula a los dos faraones como padre e hijo respectivamente. El sello de Abidos nombra a una "Nimaat-hap" como madre de los hijos de Khasekhemwy, mientras que el otro sello de Beit Khallaf nombra a la misma persona como "madre del doble rey". Otras pruebas arqueológicas que vinculan los reinados de los dos faraones se encuentran en Shunet et-Zebib, que sugieren que Djoser supervisó el entierro de su predecesor. Las vasijas rituales de piedra halladas en las tumbas de ambos faraones, la de Khasekhemwy en Abidos y la de Djoser en Saqqara, también parecen proceder de la misma colección, ya que las muestras de ambos yacimientos contienen imágenes idénticas del dios Min. Esta evidencia arqueológica se complementa con al menos una fuente histórica, la lista de reyes de Saqqara, que nombra a Djoser como el sucesor inmediato de Beby — una interpretación errónea de Khasekhemwy.

### Duración del reinado

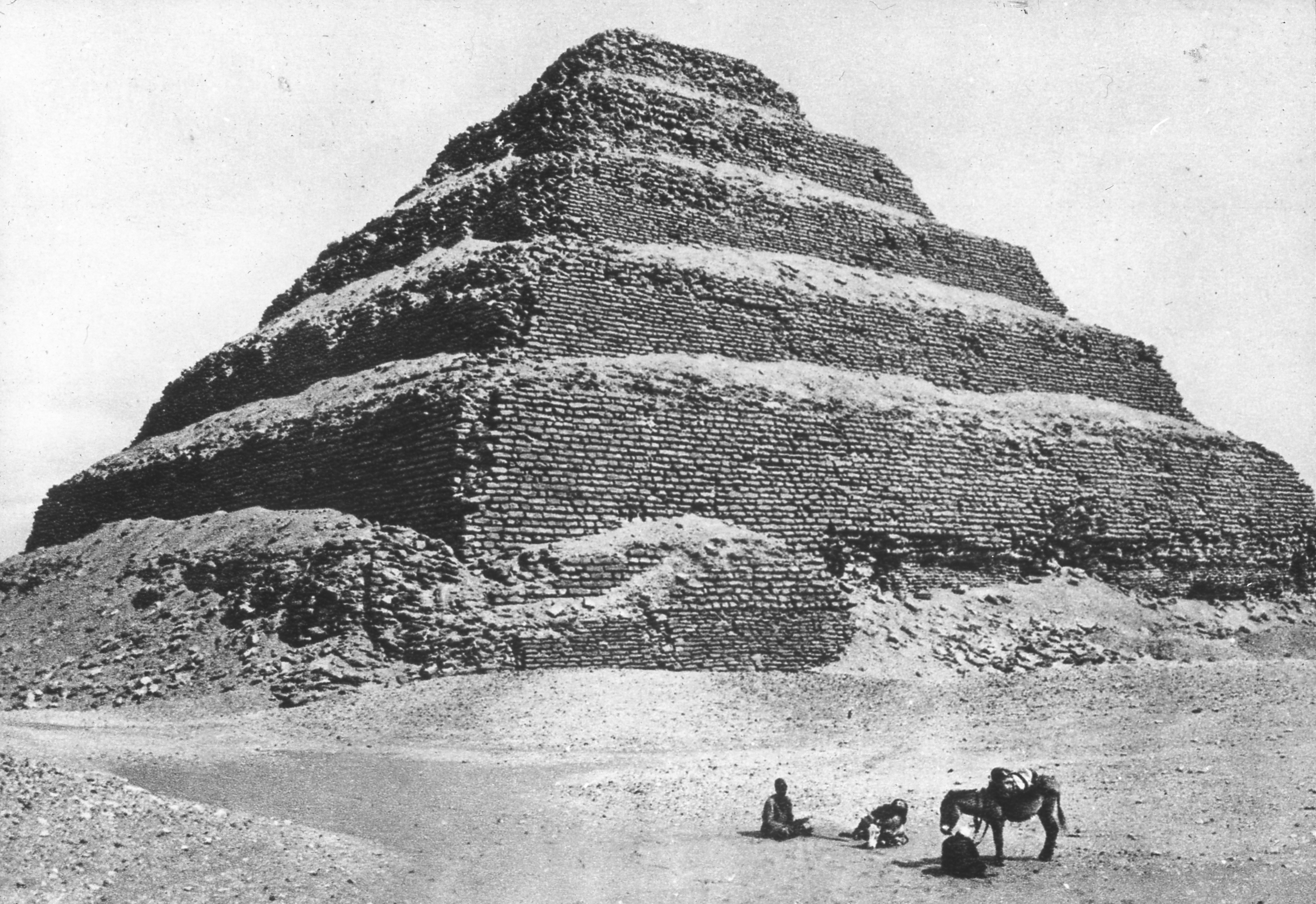
Pirámide escalonada de Djoser, fotografía antigua

Manetón afirma que Djoser gobernó Egipto durante veintinueve años, mientras que la Lista de Reyes de Turín afirma que sólo fueron diecinueve años. Debido a sus numerosos e importantes proyectos de construcción, especialmente en Saqqara, algunos estudiosos sostienen que Djoser debió de disfrutar de un reinado de casi tres décadas. La cifra de Manetón parece ser más exacta, según el análisis y la reconstrucción de los Anales Reales realizados por Wilkinson. Wilkinson reconstruye los Anales dando a Djoser "28 años completos o parciales', señalando que el recuento de ganado registrado en la piedra de Palermo. registro V, y el Fragmento de El Cairo 1, registro V, para el comienzo y el final del reinado de Djoser, indicarían con toda probabilidad sus años regios 1-5 y 19-28. Desgraciadamente, casi todos los registros son ilegibles hoy en día. Se conserva la Año de coronación, seguida de los acontecimientos del año recibiendo los pilares gemelos y estirando las cuerdas para la fortaleza Qau-Netjerw ("colinas de los dioses").

### Periodo de reinado
Diversas fuentes proporcionan varias fechas para el reinado de Djoser. El profesor de historia del Próximo Oriente Antiguo Marc van de Mieroop fecha el reinado de Djoser entre el 2686 a. C. y el 2648 a. C.. Los autores Joann Fletcher y Michael Rice datan su reinado entre el 2667 a. C. y el 2648 a. C., lo que supone un período de 18 años parciales o completos. Rice afirma además que Nebkha era hermano y predecesor de Djoser. El escritor Farid Atiya ofrece un periodo regio similar al de Fletcher y Rice, con un solo año de diferencia: del 2668 a. C. al 2649 a. C.. Esta datación está respaldada por los autores Rosalie y Charles Baker en Ancient Egypt: People of the Pyramids. El egiptólogo Abeer el-Shahawy, en asociación con el Museo Egipcio de El Cairo, sitúa el reinado de Djoser en el período de 2687 a. C. a 2668 a. C. para un período similar de 18 años parciales o completos. La autora Margaret Bunson sitúa a Djoser como el segundo gobernante de la Tercera Dinastía, y sitúa su reinado en el periodo de 2630 a. C. a 2611 a. C. para un reinado de 19 años parciales o completos. En su cronología, Djoser es precedido por Nebka como el "Fundador de la Tercera Dinastía", reinando durante el período 2649 a. C. a 2630 a. C.. Ella, al igual que Rice, hace de Nebka un hermano de Djoser.

### Actividades políticas
Al principio de su reinado residió en Abidos, donde se comenzó a construir su tumba, en Bet Jalaf. Sin embargo, posteriormente trasladó su residencia al cercano Menfis, la capital del país.
Este faraón ordenó realizar varias expediciones militares a la península del Sinaí, durante las cuales las tribus de nómadas fueron dominadas, para extraer los valiosos minerales de la región, como turquesa y cobre. También era estratégicamente importante como vínculo entre Asia y el valle de Nilo. Pudo haber fijado la frontera sur del reino en Elefantina, junto a la primera catarata del Nilo.

### Proyectos de construcción
Su monumento más famoso fue la pirámide escalonada, que supuso la construcción de varias tumbas mastaba una sobre otra. Estas formas acabarían dando lugar a la tumba piramidal estándar en el posterior Reino Antiguo. Manetón, muchos siglos después, alude a los avances arquitectónicos de este reinado, mencionando que "Tosorthros" descubrió cómo construir con piedra labrada, además de ser recordado como el médico Esculapio, y por introducir algunas reformas en el sistema de escritura. Los eruditos modernos creen que Manetón atribuyó originalmente (o pretendía atribuir) estas hazañas a Imuthes, que más tarde fue deificado como Esculapio por griegos y romanos, y que corresponde a Imhotep, el famoso ministro de Zoser que dirigió la construcción de la Pirámide Escalonada de Saqqara.
Algunos relieves fragmentarios encontrados en Heliópolis y Gebelein mencionan el nombre de Zoser, y sugieren que encargó proyectos de construcción en esas ciudades. Además, es posible que fijara el límite meridional de su reino en la Primera Catarata. Una inscripción conocida como la Estela del hambre y que afirma datar del reinado de Zoser, pero probablemente creada durante la Dinastía Ptolemaica, relata cómo Zoser reconstruyó el templo de Khnum en la isla de Elefantina en la Primera Catarata, poniendo así fin a una hambruna de siete años en Egipto. Algunos consideran esta antigua inscripción como una leyenda de la época en que fue inscrita. No obstante, demuestra que más de dos milenios después de su reinado, los egipcios aún recordaban a Zoser.
Aunque parece que comenzó una tumba inacabada en Abydos (Alto Egipto), Zoser fue finalmente enterrado en su famosa pirámide de Saqqara, en el Bajo Egipto. Dado que Khasekhemwy, un faraón de la II dinastía, fue el último faraón enterrado en Abydos, algunos egiptólogos deducen que el traslado a una capital más septentrional se completó durante la época de Zoser.

### La primera pirámide monumental
Célebre por haber encargado a su chaty, Imhotep, construir el complejo de la pirámide escalonada de Saqqara, considerado el primer gran complejo monumental en piedra de Egipto.
Julio Africano comentó: 

Durante su reinado vivió Imutes (Imhotep), que a causa de su habilidad médica tiene la reputación de Asclepio entre los egipcios, siendo el inventor del arte de edificar con piedra cortada. Además, también se dedicó a la literatura.
Julio Africano.

Debido a la magnitud de las edificaciones construidas durante su reinado, fundamentalmente por la pirámide de Saqqara, es por lo que algunos eruditos defienden que Dyeser debe haber gobernado al menos 29 años.

### Testimonios de su época

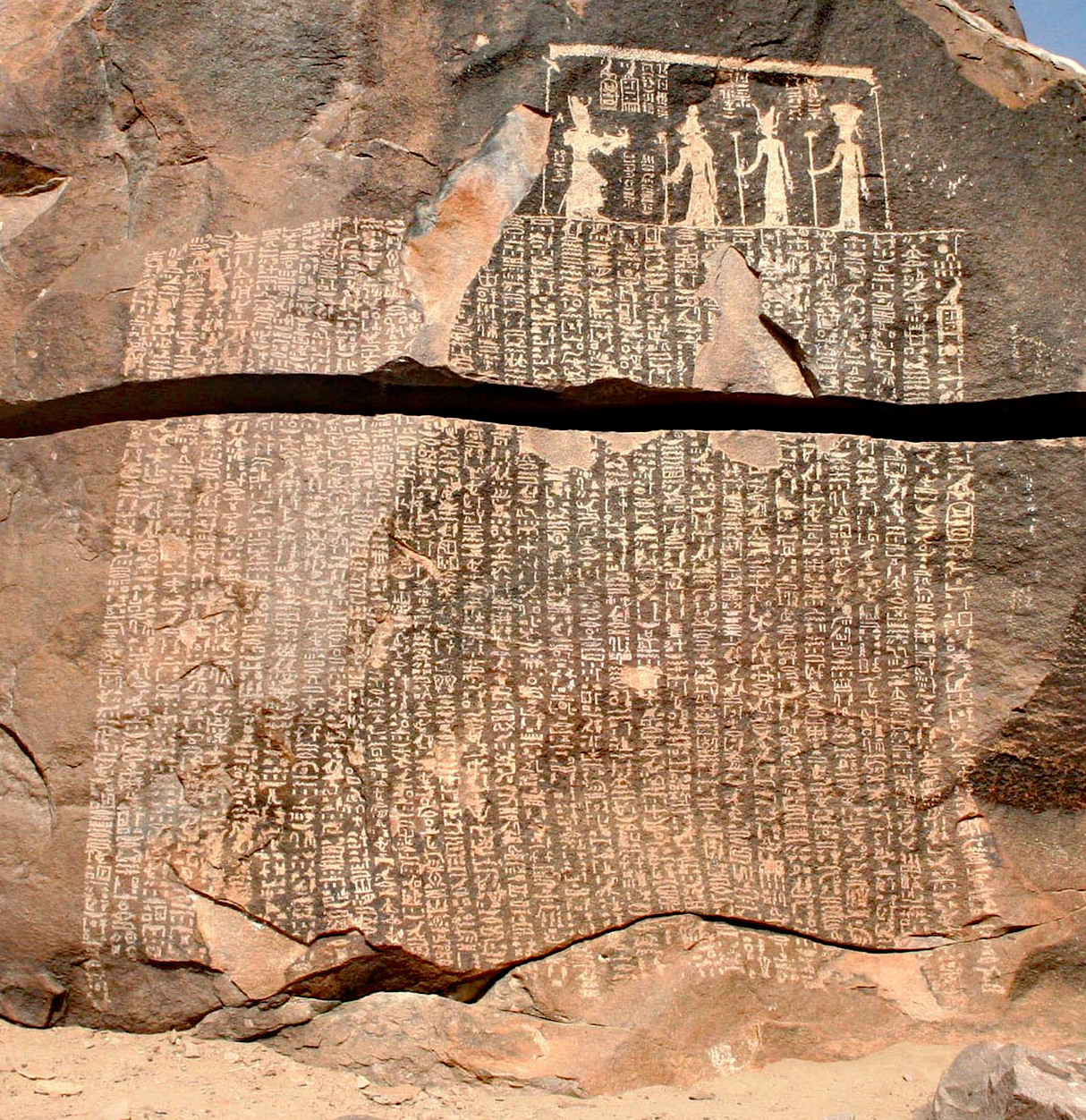
Estela del hambre en la isla de Sehel, de época ptolemaica, citando al faraón Dyeser (Zoser).

Su nombre y títulos: Necherjet o Dyeser se han encontrado en:
- Estatua de rey Necherjet, en Saqqara (Museo Egipcio de El Cairo)
- Fragmentos de una capilla en Heliópolis (Nueva York 1999)
- Impresiones de sello en la tumba de Jasejemuy en Abidos (Dreyer)
- Impresiones de sello de la tumba 2305 en Saqqara (Quibell)
- Impresión de sello de la tumba de Hesyra en Saqqara (Quibell)
- Impresión de sello de Hieracómpolis (Quibell-Green)
- Impresión de sello de Elefantina (Kaiser)
- Inscripción en Uadi Maghara (Sinaí) (Gardiner-Peet-Cerný)

Algunos fragmentos encontrados en Heliópolis y Gebelein mencionan el nombre de Dyeser, y sugieren que había encargado los proyectos de construcción de esas ciudades. 
Una inscripción, conocida como Estela del hambre, grabada durante la dinastía Ptolemaica, narra cómo Dyeser reconstruyó el templo del dios Jnum en la isla de Elefantina, junto a la primera catarata, acabando así con la hambruna que había asolado Egipto durante siete años. Esa inscripción de época de Ptolomeo V, en la isla de Sehel, aunque pudiera ser una leyenda, muestra como más de dos milenios después de su reinado, Dyeser era recordado todavía.
En el año 2007, se descubrió, en torno a unas fosas funerarias del periodo tardío de Egipto (1075-341 a. C.), cerca de la pirámide de Unis (Saqqara), un bloque de piedra que se data en la época del faraón Dyeser (Zoser) que contiene los nombres del rey, su esposa y su hija.

## Titulatura
| Titulatura | Jeroglífico | Transliteración (transcripción) - traducción - (referencias) |

| G5 |

| G5 |

| R8 | D21 · F32 |

| R8 | D21 · F32 |

| R8 | D21 · F32 |

| R8 | D21 · F32 |

| G5 |

| G5 |

| R8 | D21 · F32 |

| R8 | D21 · F32 |

| R8 | D21 · F32 |

| R8 | D21 · F32 |

| G16 |

| G16 |

| R8 | D21 · F32 |

| R8 | D21 · F32 |

| G16 |

| G16 |

| R8 | D21 · F32 |

| R8 | D21 · F32 |

| G8 |

| G8 |

| Z1 |

| Z1 |

| N33 · S12 |

| N33 · S12 |

| S12 |

| S12 |

| G8 |

| G8 |

| Z1 |

| Z1 |

| N33 · S12 |

| N33 · S12 |

| S12 |

| S12 |

| HASH | D45 | V17 |

| HASH | D45 | V17 |

| HASH | D45 | V17 |

| HASH | D45 | V17 |

| HASH | D45 | V17 |

| HASH | D45 | V17 |

| HASH | D45 | V17 |

| HASH | D45 | V17 |

| HASH | D45 | V17 |

| HASH | D45 | V17 |

| HASH | D45 | V17 |

| HASH | D45 | V17 |

| HASH | D45 | V17 |

| HASH | D45 | V17 |

| HASH | D45 | V17 |

| HASH | D45 | V17 |

| D45 · r |

| D45 · r |

| D45 · r |

| D45 · r |

| D45 · r |

| D45 · r |

| D45 · r |

| D45 · r |

| D45 · r |

| D45 · r |

| D45 · r |

| D45 · r |

| D45 · r |

| D45 · r |

| D45 · r |

| D45 · r |

| D45 · r | i | HASH · t | G7 |

| D45 · r | i | HASH · t | G7 |

| D45 · r | i | HASH · t | G7 |

| D45 · r | i | HASH · t | G7 |

| D45 · r | i | HASH · t | G7 |

| D45 · r | i | HASH · t | G7 |

| D45 · r | i | HASH · t | G7 |

| D45 · r | i | HASH · t | G7 |

| D45 · r | i | HASH · t | G7 |

| D45 · r | i | HASH · t | G7 |

| D45 · r | i | HASH · t | G7 |

| D45 · r | i | HASH · t | G7 |

| D45 · r | i | HASH · t | G7 |

| D45 · r | i | HASH · t | G7 |

| D45 · r | i | HASH · t | G7 |

| D45 · r | i | HASH · t | G7 |

| D45 · r | Y1 · S12 |

| D45 · r | Y1 · S12 |

| D45 · r | Y1 · S12 |

| D45 · r | Y1 · S12 |

| D45 · r | Y1 · S12 |

| D45 · r | Y1 · S12 |

| D45 · r | Y1 · S12 |

| D45 · r | Y1 · S12 |

| D45 · r | Y1 · S12 |

| D45 · r | Y1 · S12 |

| D45 · r | Y1 · S12 |

| D45 · r | Y1 · S12 |

| D45 · r | Y1 · S12 |

| D45 · r | Y1 · S12 |

| D45 · r | Y1 · S12 |

| D45 · r | Y1 · S12 |

## Otras hipótesis
Algunos eruditos creen que Dyeser fue el primer faraón de esta dinastía, y señalan que el orden en que algunos predecesores de Jufu (Keops) se mencionan en el Papiro Westcar sugiere que Sanajt (Nebka) debió reinar entre Dyeser y Huny. Aunque Manetón cita a Nekerofes, denominado Nebka en el Canon de Turín, como el primer gobernante de la dinastía III de Egipto.